# Wilhelm de la Cave
Wilhelm de la Cave (* 1650; † 15. Januar 1731 in Königsberg) war ein kurbrandenburger Generalmajor und Chef eines Infanterie-Regiments.
Er war der Sohn von Pierre de la Cave und dessen Frau Alpera Arnolde von Münster. Er kämpfte mit den brandenburger Truppen in Holland. 1692 wurde er Oberst im Regiment Kronprinz. 1695 wurde er Generalmajor und bekam er das Infanterie-Regiment Kronprinz, dass 1697 aufgelöst wurde. Er zog sich dann auf sein Gut Didlacken zurück.
Er war mit Anna Dorothea von Rauter verheiratet. Seine Kinder waren vor ihm gestorben, so starb er als letzter dieser Linie 1731.